# آرگون اس‌تی
آرگون اس‌تی (انگلیسی: Argon ST) شرکت صنایع جنگ‌افزاری آمریکایی است، که در سال ۱۹۶۸ تأسیس شد.